# Munkatsher Humorist
Munkatsher Humorist (идиш מונקאטשער הומאָריסט‎) — сатирический еженедельник на языке идиш, издававшийся в Мункаче, Подкарпатская Русь, Чехословакия (современное Мукачево на Украине) в 1924—1927 годах. Газета публиковалась Асером Зелигом Вайсом, известным в городе бадхеном (еврейским свадебным ведущим). Издание пользовалось популярностью в местной еврейской общине.
Газета Munkatsher Humorist выходила по средам. В ней публиковались местные новости и комментарии о текущих событиях, а также анекдоты и шутки. В газете размещалась реклама на идише, немецком и венгерском языках. Язык, используемый в «Munkatsher Humorist», был отчётливо народным и идиоматичным, демонстрируя богатый арсенал местного диалекта идиш.
Газета была политически независимой. Газета высмеивала внутреннюю политику местных евреев, в частности, шутя о борьбе хасидских судов Мункача и Белза.
Выпуску «Munkatsher Humorist» в 1924 году предшествовало появление в том же году в Мункаче ежедневной газеты «Dos Yidishe Folksblat» («Еврейская народная газета») в преддверии выборов 1924 года. В 1927 году главный раввин Хаим Элазар Шапира основал конкурирующую идишскую ежедневную газету «Yidishe Tzaytung» («Еврейская газета»). «Munkatsher Humorist» уделила значительное внимание ссорам между двумя ежедневными изданиями.
Экземпляры газеты были напечатаны в типографии «Meisels Bernat». Выпуск состоял из четырёх страниц. Формат был 24x32 см.
В конечном итоге «Munkatsher Humorist» был вытеснен с рынка другими изданиями на языке идиш.